# Josep Cruañas Fages
Josep Cruañas Fages (Mayá de Moncal, Gerona, 1942 )   pintor español.
Su obra cabe situarla dentro de un impresionismo con tintes abstractos. Su pintura transmite una vaporosidad especial, inmersa en una atmósfera húmeda. Asimismo, el gesto y la densidad de la paleta, además de la intensidad cromática de las tonalidades neutras, con atisbos de cromatismo para destacar alguna parte de la composición, son otras de las características esenciales de su obra, donde predomina el paisaje, tanto urbano como rural. En su trabajo actual las vistas de diferentes lugares de Normandía, París, Cadaqués, Barcelona, Venecia, Ámsterdam o Ampurdán, son las más habituales en sus óleos y acuarelas, dos de las técnicas más empleadas por el artista.

## Trayectoria artística
A los 15 años asiste a clases de dibujo en la Escuela de Arte de Bañolas, que dirigía Joan de Palau. Más adelante frecuenta el estudio del pintor Joan Sibecas en Figueras, considerado como uno de los introductores del cubismo en Cataluña.
Su recorrido formativo continua en Barcelona, donde se instala el año 1961, lo que le permite asistir a clases de pintura al natural en el Cercle Artístic de Barcelona y de Cercle Artistic de Sant Lluc. 

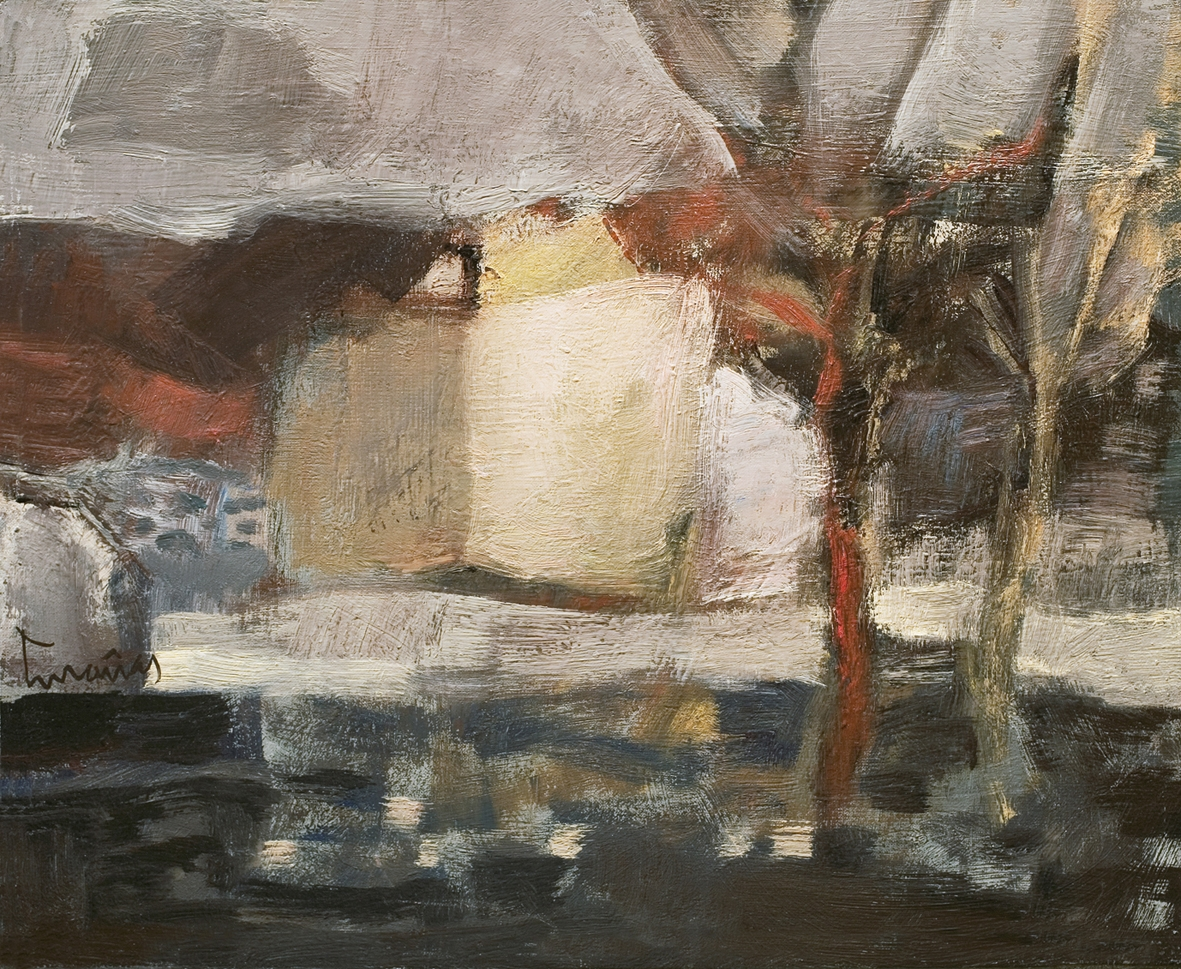
Estructuras (Atles paisatgistic de les terres de Girona).

Durante la década de los 70 se interesa por los “ismos” del momento, pero la relación con artistas como Frederic Lloveras i Herrera hará que se vaya apartando de estas tendencias y derive hacia un impresionismo más personal, con especial interés por la figuración de espacios urbanos. Sus viajes por Europa le descubren nuevas maneras de entender y captar la luz y el color de los paisajes nórdicos, sus gamas grises y sus cielos de plomo, encontrando en los 80 su espacio pictórico definitivo, plasmando la atmósfera, la vaporosidad, la nostalgia del ambiente...
Cruañas fue uno de los fundadores de La Cova del Drac junto con Lloveras, Vives Fierro, Barnadas, Morató Aragonés, Sanjuan, Griera, Siches, Rollán, Sarsanedas, R. Llovet i Agustín Río, entre otros. Asimismo formaba parte de la “Penya La Punyalada”, situada en el restaurante del mismo nombre en el Paseo de Gracia, hoy desaparecido, y también del denominado “Grup del Passeig de Gràcia”, proveniente de los artistas de la galería Comas. 

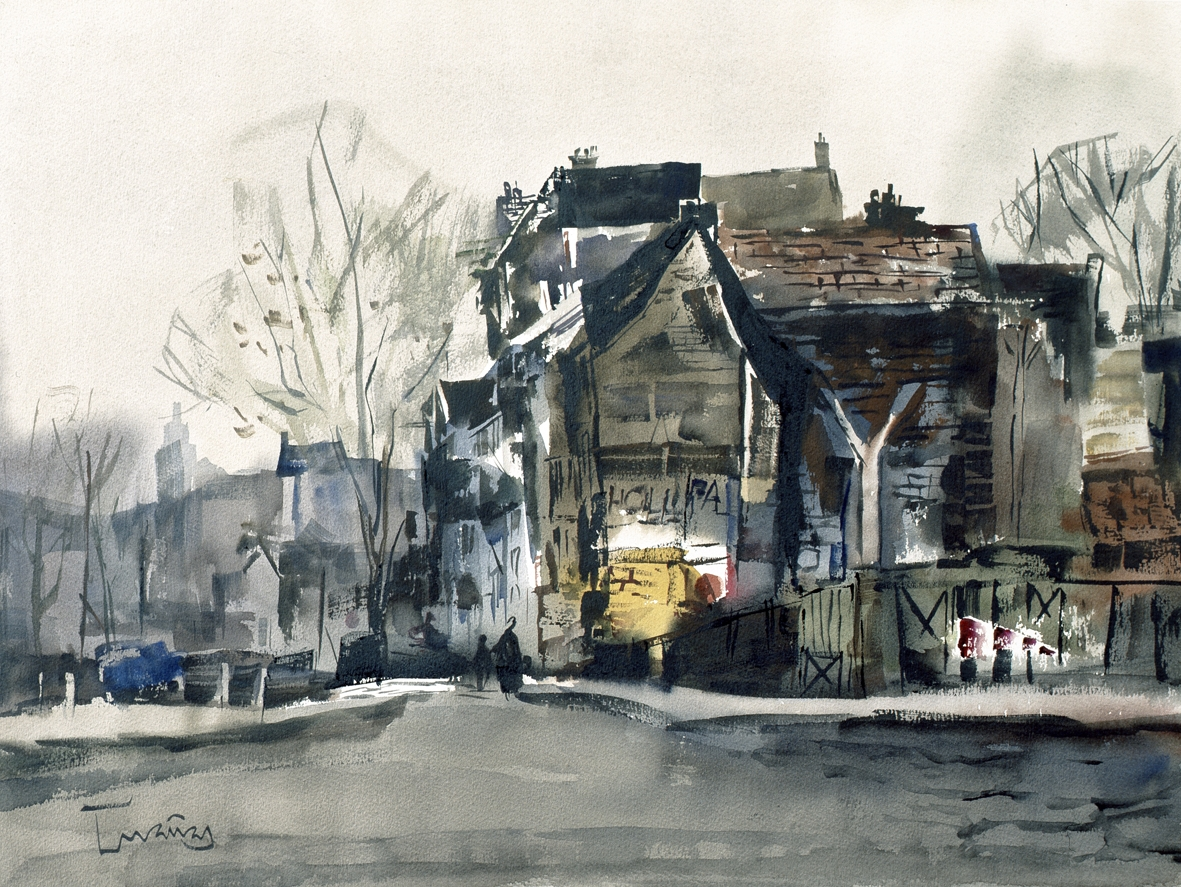
Amsterdam (Dibuixants i aquarel·listes dels segles XIX i XX).

Ha realizado más de un centenar de exposiciones entre individuales y colectivas alrededor de Cataluña y en el resto de España. En el extranjero su trabajo se ha expuesto en Sudáfrica, Uruguay, Cuba, Malta, Estados Unidos, Ámsterdam, Andorra y Francia.